# Religioni in Spagna
Cattolico praticanteCattolico no...Altra religioneAgnosticoNon rel...AteoNon rispondeCattolico praticanteCattolico non praticanteAltra religioneAgnosticoNon religiosoAteoNon rispondeReligioni in Spagna
Tra le religioni presenti in Spagna quella che gode di un più largo seguito nominale è il cristianesimo; la Chiesa cattolica in Spagna è la maggiore delle confessioni cristiane. Secondo uno studio condotto dal "Centro Spagnolo per la Ricerca Sociologica" nel giugno del 2017 il 69,8% degli spagnoli si identifica come cristiano cattolico; il 2,9% come seguaci di altre fedi (incluso l'Islam, il protestantesimo e il buddhismo; mentre il 24,9% professa l'ateismo, l'agnosticismo o l'irreligiosità e il 2,4% non risponde.
La maggioranza degli spagnoli non partecipa regolarmente al culto religioso. Lo stesso studio dimostra che tra gli spagnoli che si identificano come religiosi il 57,8% partecipa alla messa solamente per celebrare le festività canoniche o un qualche sacramento, il 16% la frequenta solo poche volte all'anno, il 9,7% poche volte al mese e appena il 15,1% ogni domenica o più volte alla settimana.
La stragrande maggioranza della popolazione, specialmente le generazioni più giovani, ignora del tutto le dottrine di teologia morale professate dalla Chiesa su questioni come la sessualità pre-matrimoniale, l'orientamento sessuale o la contraccezione. Il numero totale di sacerdoti parrocchiali è diminuito da 24.300 nel 1975 a 19.307 nel 2005. Anche il numero delle suore è sceso del 6.9% tra il 2000 e il 2005, attestandosi a 54.160 unità.

## Atteggiamenti sociali
Mentre il cattolicesimo romano è ancora la più grande forza religiosa, la maggior parte degli spagnoli - e soprattutto i più giovani - sceglie di ignorare gli insegnamenti cattolici in materia morale, politica o sessuale e non frequentano regolarmente la messa. L'agnosticismo e l'ateismo godono di un notevole prestigio sociale e ciò segue la tendenza generale di secolarizzazione in atto nell'Europa Occidentale.
Le grandi battaglie culturali sono molto più legate alla politica che alla religione e l'enorme mancanza di popolarità di teorie tipicamente religiose come il creazionismo impedisce loro di essere utilizzate in tali conflitti. Gli sforzi volti ad un Risveglio da parte della Chiesa Cattolica e di altre confessioni religiose non hanno ottenuto alcun successo significativo rispetto alla loro precedente sfera di influenza.
Secondo l'Eurobarometro del 2008 solo il 3% degli spagnoli considera la religione come uno dei tre valori più importanti, inferiori perfino alla media europea che è del 7%. Secondo il precedente sondaggio dell'Eurobarometro 2005:
- il 59% degli spagnoli ha risposto che "credono che vi sia un qualche Dio";
- il 21% "ritengono che esista una sorta di spirito o di forza vitale";
- il 18% "non credono che esista alcuno spirito, Dio o forza vitale".
- il 2% non sa/non risponde.

La prova della natura secolare della Spagna contemporanea si può notare nel sostegno diffuso alla legalizzazione del matrimonio tra persone dello stesso sesso in Spagna; oltre il 70% della popolazione supporta il matrimonio gay secondo uno studio condotto dal "Centro per la ricerca sociologica" nel 2004.
Nel giugno del 2005 è stata approvata una legge con 187 voti contro 147 per consentire il matrimonio alle persone LGBT, rendendo in tal maniera la Spagna il terzo paese dell'Unione europea ad aver permesso alle coppie omosessuali di sposarsi. Questo voto si è diviso nella linea di confine tra conservatorismo e libertarismo, con il Partito Socialista Operaio Spagnolo e gli altri partiti della sinistra politica che hanno sostenuto la misura, mentre il Partito Popolare vi si è opposto. Anche le modifiche proposte alle leggi sul divorzio per rendere più veloce il processo e per eliminare la necessità di un coniuge-colpevole godono di una vasta popolarità.

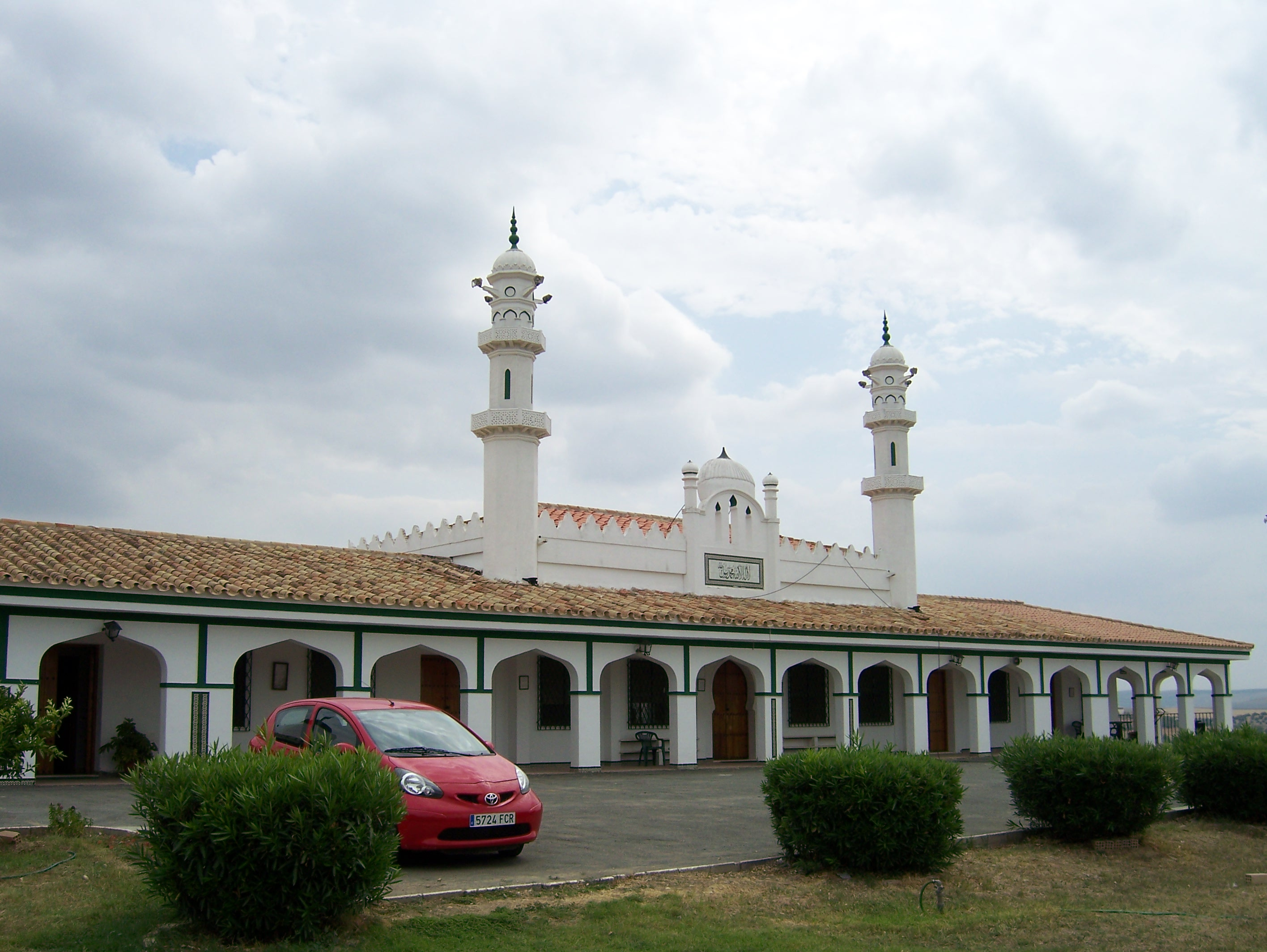
La moschea Basharat a Pedro Abad della comunità Ahmadiyya è il primo luogo di culto islamico costruito dopo il franchismo.

Le recenti ondate di immigrazione, soprattutto durante e dopo gli anni novanta, hanno portato alla presenza di un crescente numero di musulmani. L'islam è la seconda religione spagnola per numero di fedeli, dopo il cattolicesimo romano. Uno studio condotto da "Unión de comunidades islamicas de España" ha mostrato che nel 2016 c'erano quasi 1.900.000 abitanti di origine musulmana residenti nel territorio. La stragrande maggioranza era composta da immigrati e loro discendenti originari del Marocco e di altri paesi del Nordafrica. Quasi 780.000 di loro avevano la nazionalità spagnola.
Gli ebrei rappresentano meno dell'1% dell'intera popolazione e sono attivi soprattutto a Barcellona, Madrid e nella Murcia. Il protestantesimo è stato anch'esso promosso dall'immigrazione, ma rimane una ristretta minoranza tra gli spagnoli nativi praticanti. La Spagna è stata vista come un "cimitero" per i missionari stranieri facenti parte della schiera dell'evangelicalismo. Le chiese protestanti nel loro complesso hanno circa 1.200.000 membri.
Tra queste ondate migratorie un numero importante consiste di persone originarie dell'America Latina; questi sono solitamente praticanti cattolici forti e hanno aiutato la Chiesa cattolica a recuperare parte della partecipazione alle celebrazioni domenicali che aveva negli anni sessanta e settanta - ma che fu poi perduta nel corso degli anni ottanta - tra gli spagnoli nativi.
Nell'ultimo decennio il coinvolgimento della Chiesa cattolica negli affari politici attraverso gruppi speciali come l'Opus Dei, il Cammino neocatecumenale o i Legionari di Cristo, in particolar modo personificati da importanti politici del "Partito Popolare" di centro-destra, è nuovamente aumentato. Vecchi e nuovi mezzi di comunicazione di massa, che sono di proprietà della Chiesa, come la rete radiofonica COPE, hanno anch'essi contribuito a questo nuovo coinvolgimento in ambito politico.
La Chiesa non viene più vista come un'istituzione neutrale e indipendente dagli affari politici e si trova generalmente allineata con l'opinione e la politica del "Partito Popolare". Questa implicazione ha avuto come conseguenza una rinnovata critica da parte di importanti settori della popolazione (in particolare la maggioranza degli elettori di sinistra) contro la Chiesa stessa per il modo in cui rimane sostenuta economicamente dallo Stato.

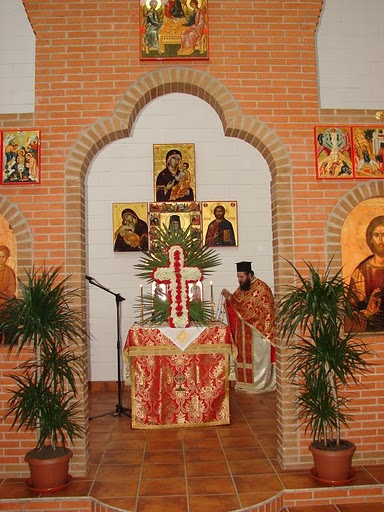
Interno della Chiesa ortodossa di Coslada.

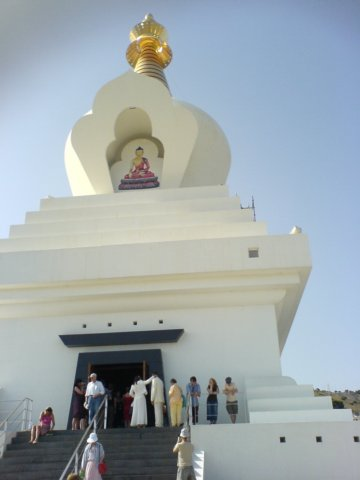
Lo Stupa Benalmádena aperto nel 2003 in Andalusia viene considerato uno dei più grandi tra i templi del buddhismo esistenti nel continente europeo.

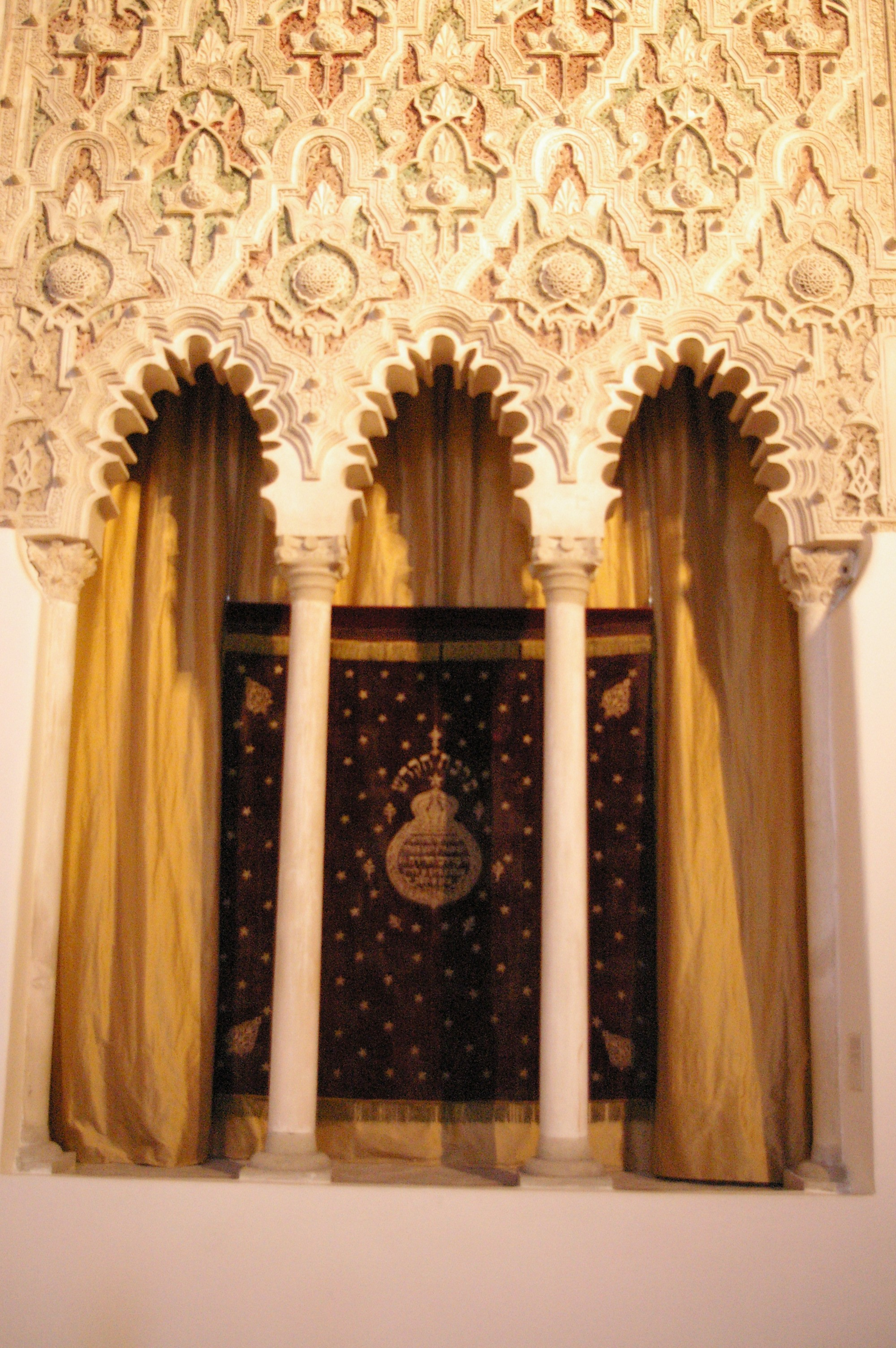
Ingresso della Sinagoga del Tránsito a Toledo.

## Dati regionali
Una ricerca svolta dal "Centro di Ricerca Sociologica" nel gennaio del 2015 ha rilevato informazioni relative ai tassi di religiosità delle varie comunità autonome della Spagna.
| Religione           | Cattolicesimo | Cristianesimo non cattolico | Irreligiosità | Ateismo/Agnosticismo | Non risponde |
| ------------------- | ------------- | --------------------------- | ------------- | -------------------- | ------------ |
| Murcia              | 85.0%         | 0.8%                        | 11.4%         | 2.5%                 | 0.3%         |
| Isole Canarie       | 84.9%         | 1.7%                        | 7.8%          | 4.5%                 | 1.0%         |
| Aragona             | 82.4%         | 1.2%                        | 7.6%          | 7.6%                 | 1.2%         |
| Galizia             | 82.2%         | 0.5%                        | 9.1%          | 7.5%                 | 0.7%         |
| Estremadura         | 81.2%         | 1.0%                        | 13.5%         | 3.5%                 | 0.7%         |
| Castiglia-La Mancia | 81.1%         | 2.1%                        | 11.5%         | 3.7%                 | 1.6%         |
| Castiglia e León    | 79.4%         | 1.8%                        | 13.1%         | 4.0%                 | 1.8%         |
| Andalusia           | 78.8%         | 1.8%                        | 12.4%         | 6.2%                 | 0.8%         |
| Asturie             | 76.5%         | 0.5%                        | 9.0%          | 12.5%                | 1.5%         |
| Comunità Valenciana | 75.0%         | 2.7%                        | 12.4%         | 8.9%                 | 0.9%         |
| Cantabria           | 74.3%         | 2.0%                        | 13.5%         | 8.3%                 | 2.0%         |
| La Rioja            | 74.0%         | 2.6%                        | 12.8%         | 10.4%                | 0.3%         |
| Spagna              | 72.9%         | 2.3%                        | 14.6%         | 8.4%                 | 1.7%         |
| Isole Baleari       | 68.7%         | 1.8%                        | 23.4%         | 4.6%                 | 1.5%         |
| Ceuta               | 68.0%         | 28.3%                       | 0.5%          | 2.8%                 | 0.5%         |
| Navarra             | 65.7%         | 0.3%                        | 22.2%         | 10.4%                | 1.5%         |
| Madrid              | 62.9%         | 3.8%                        | 19.1%         | 9.3%                 | 4.9%         |
| Catalogna           | 60.7%         | 3.2%                        | 19%           | 15.2%                | 1.9%         |
| Paesi Baschi        | 58.6%         | 1.9%                        | 24.6%         | 12.3%                | 2.5%         |
| Melilla             | 46.3%         | 37.5%                       | 8.8%          | 3.3%                 | 4.3%         |

## Evoluzione del sentimento religioso
PercentualeAnno0204060801001998200120042007201020132016CattoliciNon credenti o ateiAltre religioniEvoluzione del sentimento religioso in Spagna

## Religioni minori
Oltre a vari tipi di cristiani, islamici, ebrei e non religiosi, la Spagna ha anche piccoli gruppi di appartenenti all'induismo, al buddhismo, al neopaganesimo, al taoismo e alla fede bahá'í.

### Neopaganesimo
Le religioni neopagane più visibili sono le forme di Etenismo, di Celtismo, di Druidismo e di Wicca. I gruppi etenisti includono la "Comunità Odinista di Spagna-Ásatrú", l'Asatru Lore Vanatru Assembly, il Gotland Forn Sed e il "Circulo Asatrú Tradición Hispánica"; la prima di esse è ufficialmente registrata dallo Stato. I gruppi celtici o druidici comprendono la [ Fratellanza Druida di Dun Ailline] ("Hermandad Druida Dun Ailline") e l'Ordine Druidico Fintan, entrambi registrati.
Tra i gruppi di Wiccani due sono stati ammessi alla registrazione ufficiale: l'"Associazione spagnola Wiccan" ("Asociación Wicca España") e la "Wicca celtibera" ("Wicca Tradición Celtíbera").
La Galizia è un centro Druido a causa del suo forte patrimonio risalente ai Celti; l'Ordine Druidico Pan-Galiziano ("Irmandade Druídica Galaica") è specifico di questa regione. Nel Paese Basco permangono le tradizioni della mitologia basca e della stregoneria basca, riprese e inglobate al nazionalismo basco.

### Taoismo
Il taoismo ha una sua presenza particolare in Catalogna. Tra gli spagnoli esso è stato introdotto dal maestro cinese Tian Chengyang nel 2000, che ha portato alla fondazione dell'"Associazione Taoista Catalana" ("Asociación de Taoísmo de Cataluña") e all'apertura del "Tempio di Purezza e Silenzio" ("Templo de la Pureza y el Silencio") a Barcellona nel 2001. L'associazione ha inteso sviluppare il Tempio all'interno della tradizione templare cinese taoista; è il primo tempio taoista di questo genere esistente nel continente europeo.
Un altro tempio taoista è stato aperto nel 2014 dalla comunità cinese di Barcellona guidata dal daoshi Liu Zemin, discendente di Liu Ji della XXI generazione. Situato nel quartiere di Sant Martí e inaugurato con la presenza del console Qu Chengwu della Repubblica Popolare Cinese, esso rappresenta 28 divinità della provincia cinese da cui proviene la maggior parte dei cinesi barcellonesi.